# Витлер, Бенцион
Бенцион Витлер (1907, Белз —1961) — американский певец на идише, актёр, пародист, комик и композитор. Член Объединения еврейских актеров.

## Биография
Бенцион Витлер родился в 1907 году в Белзе. Его дедушка раввин Ирак Локман был главным габбаем раввина Белза. В 1913 году Бенцион Витлер со своей семьей переехал в Вену и там получил хасидское религиозное образование. В 1919 году, когда ему было 12 лет, присоединился к театру Freie jüdische Volksbühne в Вене, где проработал четыре года. Это было сделано тайно и под псевдонимом, так как он не знал какой будет реакции его семьи. Он также недолго работал журналистом в немецком сионистском еженедельнике «Wiener Morgenzeitung» («Венская утренняя газета»), но в 1926 году опять вернулся на сцену в Вене, где выступая в комедиях и опереттах, изучая оперный репертуар с Юлиановским и Фуксом и гастролируя (в Париж, Лондоне, на Юге Африки, во Франции, в Вене).
В середине 1930-х годов он провел три года в Польше где стал «любимцем публики».
В 1937 году он играл в Риге в спектаклях «Свадьба в местечке» и «Галицийская свадьба» Уильяма Сигеля. Некоторые из многих его главных ролей были в спектаклях «Янко-цыган», «Каприз миллионера», «Американский литвак», «Храбрый офицер», «Бандитский джентльмен», «Силе любви», «Невеста с тремя братьями», «Золотой жених», «Порог радости», «Трудно быть евреем» (Шолом-Алейхема), «Диббук» (Ан-ского), «Человек и дьявол» (Якова Гордина) и «Янкель-кузнец» (Давида Пинского).
Начиная с 1940 года он гастролировал в США, играя в пьесах Сигеля «Забытые женщины» (в театре Хопкинсона в Нью-Йорке) и «Золотая мечта» (в театре Дугласа в Чикаго). В 1946 году он совершил поездку по Аргентине, где играл в Театре Митре Буэнос-Айреса в пьесе Калмановича «Дом, милый дом». В 1950-х годах он выступал с актрисой Шифрой Лерер (уроженкой Аргентины, ставшей его женой) в Северной и Южной Америке, Израиле и Южной Африке.
Скончался в США в 1961 году.

## Репертуар
Он успел записать сотни песен. К числу наиболее известных относятся: «Гелибте» («Возлюбленный»), «Жанкое» («Джанкой»), «Варше» (Варшава), «Ахцик эр, зибецик зи» (Ему 80, ей 70 лет), «Белостоке», «Майн алте хейм» («Мой старый дом»), «Ойфн вег штейт а бойм» («На дороге стоит дерево»), «Леб ун лах» («Живи и смейся»), «Крохмальне гас» («Крахмальная улица »), «Зинг, бридер, зинг!» («Пой, брат, пой!»), «Белц» и многие другие.

### Виниловые пластинки
- Nem Dir Nisht Tsum Hartsen (Бенцион Витлер)
- Yidl Nem Dayn Fidl (Исидор Лиллиан и Бензион Витлер)
- Mayn Shtetele Belz (Яков Якобс и Александр Ольшанецкий)
- Praven Veln Mir A Khasene (Бенцион Витлер)
- Ver Ken Di Libe
- Shir Hashirim (Оскар Остроф и Бенцион Витлер)
- Mayn Meydele (Бенцион Витлер)
- A Yidish Lidl (Бенцион Витлер)